# Principi Panton
I Principi Panton, in inglese Panton Principles, sono alcuni principi scritti per diffondere i dati aperti (in inglese: open data) anche nelle scienze.

## Traduzione dei Principi Panton
È essenziale che i dati scientifici siano resi aperti per fare in modo che la scienza sia più efficace e la società ottenga il massimo beneficio dalle ricerche scientifiche.

Con dati aperti nella scienza intendiamo la possibilità per ogni utente di scaricare, copiare, analizzare, rielaborare, inviare a software o usare i dati per altri scopi gratuitamente senza barriere finanziarie, legali o tecniche se non quella dell'accesso alla stessa rete internet.

A tal fine i dati relativi alla scienza già pubblicati dovrebbero essere esplicitamente resi di dominio pubblico.
Formalmente, si consiglia di adottare e di agire sui seguenti principi:
1. Dove i dati o le relative raccolte sono pubblici è fondamentale che essi siano pubblicati con una dichiarazione chiara ed esplicita dei desideri e delle aspettative degli editori rispetto al riutilizzo e al ricombinare singoli elementi di dati, la raccolta di dati per intero e sottoinsiemi della raccolta.
Questa dichiarazione deve essere precisa, irrevocabile e sulla base di un'idonea dichiarazione legale e riconosciuta in forma di esenzione o di licenza.

Quando i dati vengono pubblicati fare una dichiarazione esplicita e forte dei propri desideri.
2. Molte licenze ampiamente riconosciute non sono destinate e non sono appropriate per i dati o raccolte di dati.
Una serie di deroghe e licenze progettate per essere adatte al trattamento dei dati sono descritte qui).

Le licenze Creative Commons (a parte CCZero), GFDL, GPL, BSD, etc non sono adatte per i dati e il loro uso è fortemente sconsigliato.
Utilizzare una deroga riconosciuta o una licenza adatta ai dati.
3. L'utilizzo delle licenze commerciali che limitano il riutilizzo o la produzione di opere derivate (escluso l'uso per scopi particolari, da parte di persone specifiche o organizzazioni) è fortemente sconsigliato.
Queste licenze rendono impossibile l'integrazione efficace e la ricombinazione dei datasets impedendo alle attività commerciali di utilizzarli per conservare i dati.

Se volete che i vostri dati vengano utilizzati efficacemente e aggiunti da altri dovrebbero essere aperti, come definito dalla Open Knowledge/Data Definition (http://opendefinition.org/) - In particolare le clausole non commerciali e altre clausole restrittive non devono essere usate.
4. Inoltre, nella scienza è fortemente raccomandato che i dati siano esplicitamente di dominio pubblico (soprattutto quando sono finanziati con denaro pubblico), utilizzando la "Public Domain Dedication" oppure la "Creative Commons Zero Waiver". Questo è in linea con il finanziamento pubblico di gran parte della ricerca scientifica, l'etica generale della condivisione e il riuso all'interno della comunità scientifica.
È fortemente raccomandato l'impiego delle licenze PDDL e CCZero quando si impiegano dati che sono di pubblico dominio e che sono alla base della scienza pubblica. Assicurarsi inoltre la compatibilità con il Protocollo per l'implementazione dell'accesso aperto ai dati http://sciencecommons.org/projects/publishing/open-access-data-protocol/ di Science Commons e la Open Knowledge/Data Definition https://opendefinition.org/.»

### Autori dei Principi Panton
Gli autori dei Panton Principles sono:
- Peter Murray-Rust, Università di Cambridge (Regno Unito)
- Cameron Neylon, STFC (UK)
- Rufus Pollock, Open Knowledge Foundation, Università di Cambridge (Regno Unito)
- John Wilbanks, Science Commons (USA)